# Schloss Rannariedl

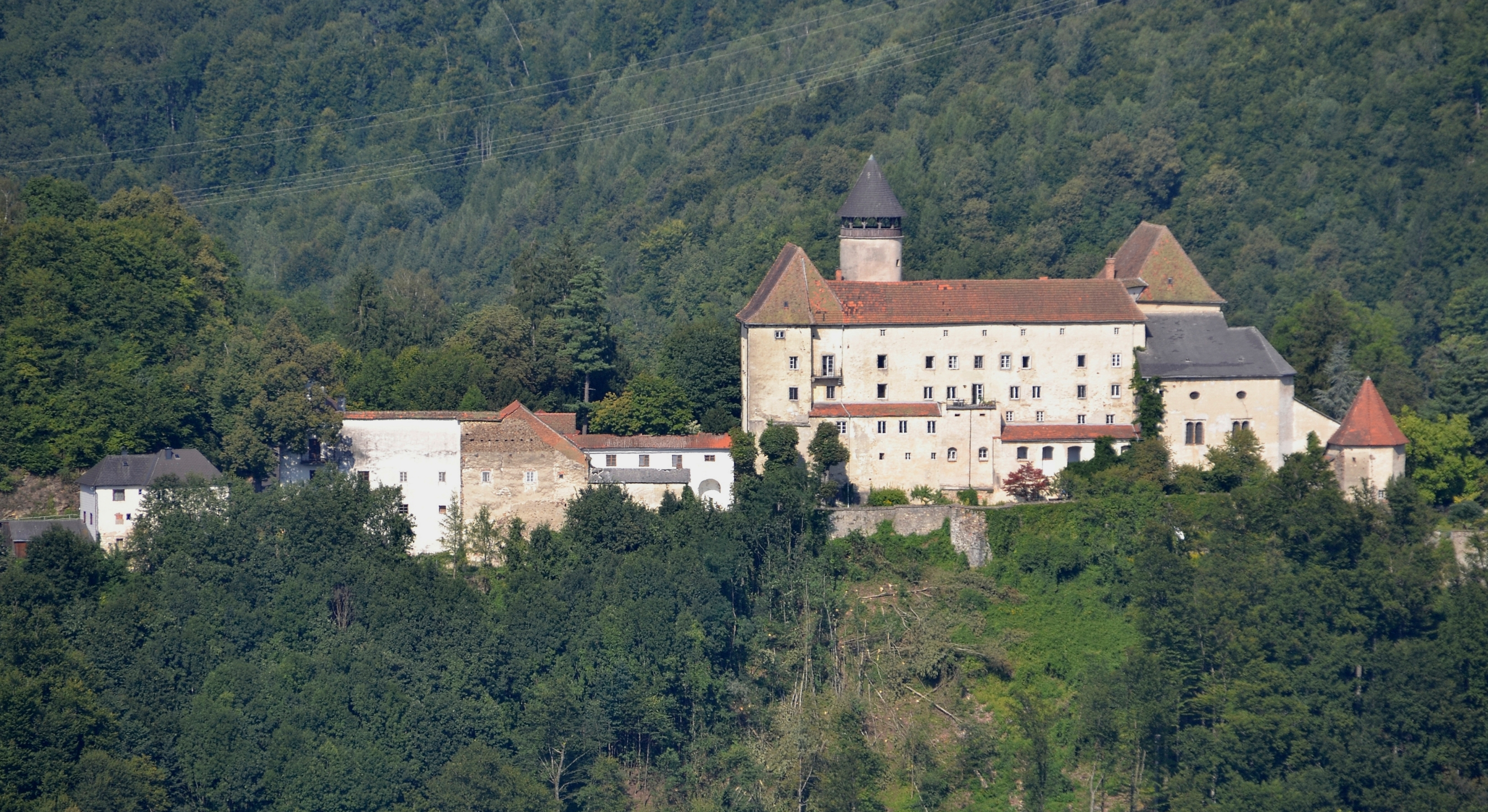
Südseite des Schlosses Rannariedl

Schloss Rannariedl (auch: Rannariegl) ist eine Schlossanlage in Oberösterreich. Es steht in Rannariedl in der Gemeinde Neustift im Mühlkreis im Mühlviertel hoch über der Donau. Das Schloss wurde um 1240 als Wehrburg erbaut. Es wechselte häufig die Besitzer. Zwischen 1966 und 1969 erfolgte eine Renovierung der Anlage. Knapp 200 m oberhalb des Schlosses befindet sich ein gut erhaltenes Kanonenrondell aus dem 16./17. Jahrhundert.
Der Name des Schlosses stammt vermutlich von der altdeutschen Bezeichnung für vom Wind entwurzelte und liegen gebliebene Baumstämme. Sie wurden früher Ronen oder Ron genannt.
Eher aber ist die Namensherkunft des in die Donau mündenden Flusses Ranna wahrscheinlicher, an welchem das Schloss liegt.

## Geschichte
Um 1240 wurde Rannariedl als Wehranlage erbaut. Es war ein Lehen des Bischofs von Passau. Der Grund für den Bau war die Möglichkeit, an dieser Stelle die Donau zu kontrollieren und zu besteuern. Bewohnt wurde die Burg von den Falkensteinern, die sich nach der benachbarten Burg Falkenstein nannten und Raubritter waren. 1301 mussten die Falkensteiner die Burg verpfänden, da sie in Geldnot waren. Zwischen 1384 und 1387 war die Burg an Gundacker von Tannberg verpfändet. Zur Zeit der Hussitenkriege erhielt Reinprecht von Polheim den Besitz auf Lebenszeit, der diese Burg jedoch 23 Jahre später wieder zurückgab.
Wegen Streitigkeiten wollte 1484 Herzog Georg von Niederbayern die Burg unter seine Kontrolle bringen. Er konnte die Burg nicht erobern, die unter Pfleger Nußdorfer verteidigt wurde. Dennoch erhielt er die Burg nach Prozessen als Pfand, trat sie aber 1506 (Landshuter Erbfolgekrieg) endgültig an Maximilian I. ab. Die Habsburger verpfändeten den Besitz 1512 an Max Öder. Im 16. Jahrhundert wechselte der Besitzer öfters, nach Öder kam Hans Weisperger von Biberbach, 1547 Hans Hofmann von Grünpichl, 1569 Achaz Öder, 1581 Graf Hans von Kevenhüller. Zur Zeit der Türkengefahr (1594) zählte sie zu den Fluchtburgen und war gut bewaffnet, dennoch wurde sie im Bauernkrieg von 1595 erobert und geplündert.

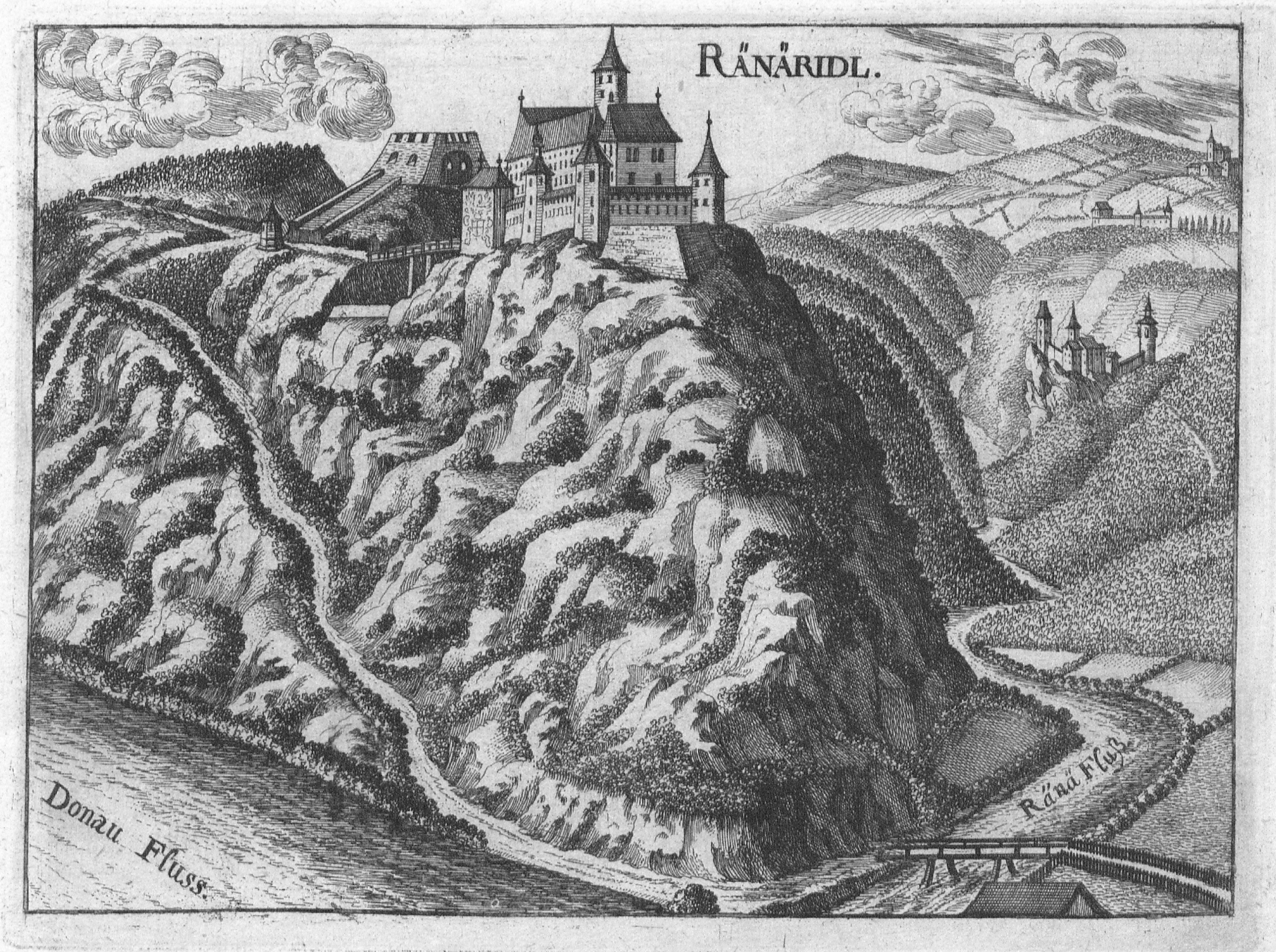
Rannariedl um 1674, Stich von Georg Matthäus Vischer

Im Jahr 1620 kaufte Graf Gottfried von Salburg die Burg, die bis 1725 im Familienbesitz blieb. Danach kam sie in Besitz der Familie Clam, bevor 1765 ein Teil der Herrschaft (Sieben künische Dörfer) wieder vom Hochstift Passau erworben wurde. Um 1780 folgte die Vergrößerung der Schlosskapelle, die später zur Kirche der Pfarre Rannariedl wurde. 1824 kam das Schloss an Maria Anna Prunner. Von 1840 bis 1877 war die Familie Ichzenthaler, danach Stephan Armer von Ammerstetten Inhaber des Schlosses. 1879 war die OÖ Volkskreditanstalt der Besitzer, 1891 Johann Setzer, 1897 Familie Hanß, 1909 Ludwig Prähofer, 1912 Mathilde von Urban und 1940 kaufte der deutsche Minister a. D. Dr. Peter Reinhold das Schloss.
Zwischen 1945 und 1955 war das Schloss im Eigentum der sowjetischen Besatzungsmacht. Anschließend war es im Besitz der Landwirtschaftskammer und später von Lukas Reinhold. 1966 ersteigerte der Großkaufmann Josef Schwaiger aus München das Schloss für 5 Millionen Schilling. Bis 1969 erfolgte die Renovierung der Anlage. 1975 kaufte die Firma Ledi aus Liechtenstein das Gebäude. Am 5. Mai 2015 wurde das Schloss versteigert.
Das Schloss befindet sich in Privatbesitz und kann nicht besichtigt werden; das oberhalb gelegene Kanonenrondell ist frei zugänglich.

## Bau

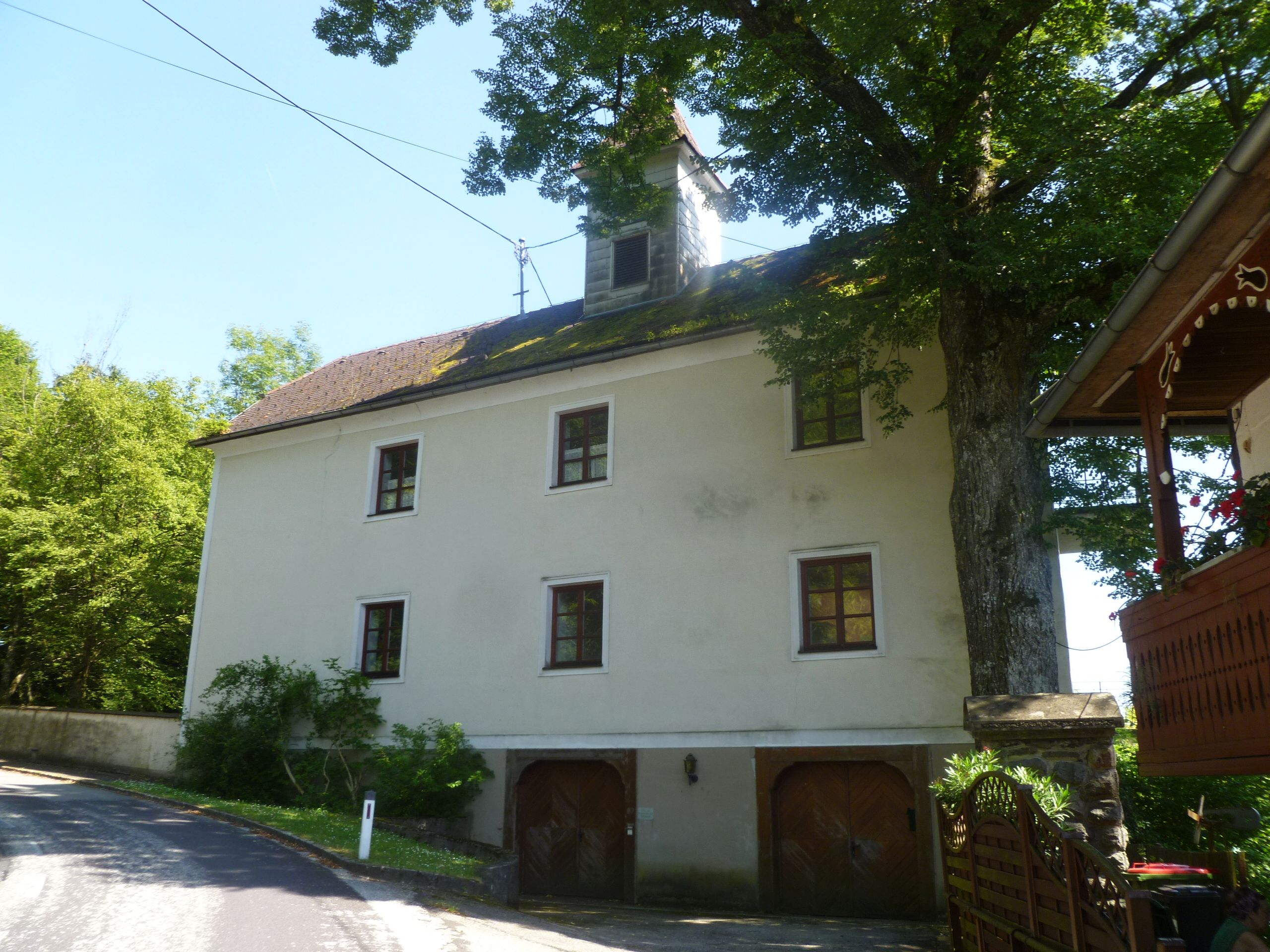
Der Verwaltungstrakt des Schlosses

Das hochgelegene Schloss liegt unweit der Mündung der Ranna in die Donau. Die langgestreckte Anlage war einst von einer starken Ringmauer mit drei befestigten Wehrtürmen umgeben. Der älteste Teil liegt im Osten, das sogenannte Untere Haus, das wahrscheinlich von den Falkensteinern erbaut wurde. Im Südosten ist die ehemalige Schlosskapelle angebaut, die von 1783 bis 1953 als Pfarrkirche diente. Die Schlosskapelle beinhaltet eine barocke Kanzel und Statuen sowie Gemälde aus dem 18. Jahrhundert.
Das Obere Haus, die heutige Hauptburg wurde im späten 13. Jahrhundert errichtet. Die Wohnbauten umschließen einen Innenhof mit dreigeschoßigen Arkaden aus dem 16. Jahrhundert an drei Seiten. Im zweiten Obergeschoß liegen zwei Rittersäle im Renaissancestil. Die linke Seite wurde erst im 19. Jahrhundert errichtet. Im Schlossgarten steht ein Brunnen mit dem Heiligen Florian und an der Rückseite steht der Heilige Nepomuk mit der Jahreszahl 1731.
Der Meierhof aus dem 19. Jahrhundert und der gegenüberliegende Troadkasten aus dem 18. Jahrhundert gehören ebenfalls zum Schloss.